# Barista (entreprise)
Pour les articles homonymes, voir Barista.
Barista est une chaîne de bars à expresso et de cafés qui opère dans le sous-continent indien. Elle a son siège à New Delhi, en Inde, et des points de vente en Inde et dans d'autres pays de la région comme le Sri Lanka et les Maldives. Fondée en 2000, c'est la plus ancienne chaîne de cafés en Inde, où elle est aussi la deuxième plus grande, avec 190 points de vente en 2014,. Elle vend aussi un certain nombre de produits dans des épiceries et d'autres points de vente.

## Histoire
La chaîne a été créée en février 2000 par la société Barista Coffee Company Limited sous le nom de Barista. 
Une participation de 34,3% a été vendue à Tata Coffee (en) en 2001. 
C. Sivasankara a racheté les 65% restants en 2004 et son groupe Sterling a aussi racheté la participation de Tata Coffee par la suite. Le café était fourni par le torréfacteur indien Fresh and Honest de Madras, appartenant également au groupe Sterling Infotech. 
En 2006, ABN AMRO et Barista Coffee Company ont lancé ensemble une carte de crédit, « ABN AMRO Barista Credit Card », grâce à laquelle les clients peuvent bénéficier de réductions dans ses points de vente. 

### Lavazza
En 2007, le groupe Sterling a revendu Barista et le torréfacteur Fresh and Honest à Lavazza,. En 2009, la chaîne comptait 200 magasins en Inde, avec un chiffre d'affaires annuel estimé à 2 milliards de roupies. 
LiveMedia et Barista Coffee Company ont une alliance stratégique, par laquelle 200 points de vente Barista Lavazza du pays auront des écrans LiveMedia dans leurs locaux. Barista Lavazza a un accord avec Visa pour permettre le retrait d'espèces jusqu'à 1 000 roupies par jour dans tous ses points de vente, sans aucuns frais ni aucune obligation d'achat. Dans le cadre de cette association, Barista Lavazza offre également 30% de réduction sur tous les repas personnalisés payés par carte de débit Visa. Barista Lavazza a aussi formé une association avec les jouets Mattel pour le lancement de la première édition du Barista Lavazza Cafe Scrabble 2010[réf. nécessaire]. 

### Amtek
En 2014, Lavazza a vendu la chaîne de cafés à Carnation Hospitality Pvt. Ltd. (une filiale de Rollatainers, partie du groupe Amtek) pour une somme non divulguée. Lavazza ne gère plus de chaînes de cafés en direct, mais elle continue à fournir le café à Barista via le torréfacteur Fresh and Honest qu'elle a conservé. 
Carnation Hospitality prévoit d'augmenter le nombre de cafés à 500 et le nombre de magasins vendant ses produits à 10 000 d'ici 2022.